# Temsebrug

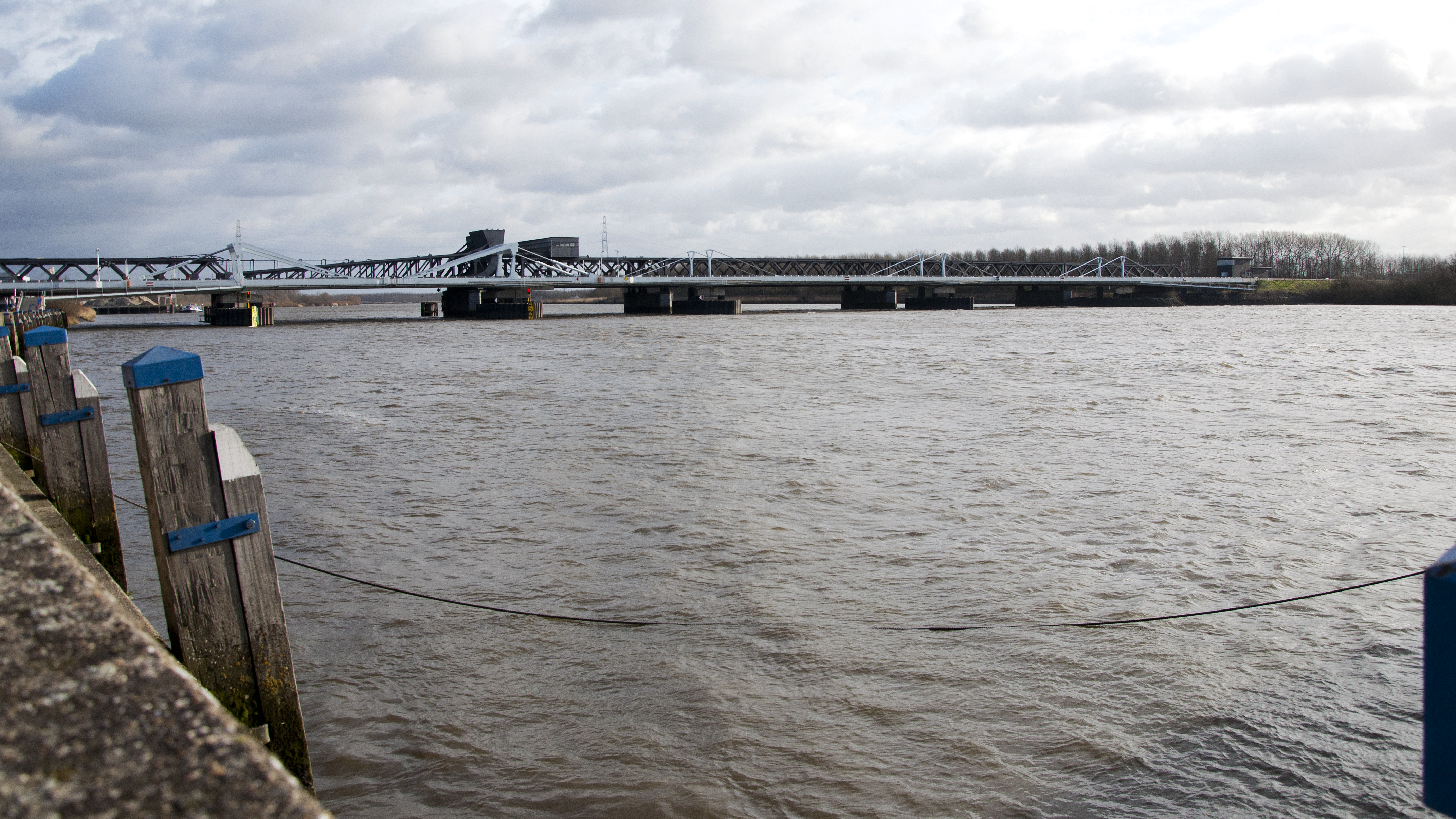
Zicht op de Scheldebruggen vanaf het westen

De Temsebrug, Bornembrug of Scheldebrug is een bruggencomplex over de Boven-Zeeschelde ter hoogte van Temse dat Oost-Vlaanderen verbindt met de provincie Antwerpen. Vanaf de 14e eeuw waren hier veren en sinds 1870 hebben er bruggen gelegen. Het huidige ensemble van drie bruggen dateert van 2009 en wordt gebruikt door wegverkeer en treinen.

## Ligging en functie
De brug verbindt Temse, in het Waasland op de linkeroever, met Bornem in Klein-Brabant op de rechteroever. De verkeersbrug is een onderdeel van de gewestweg N16, die Sint-Niklaas met Mechelen verbindt. De spoorbrug bedient Spoorlijn 54 Mechelen - St. Niklaas. 

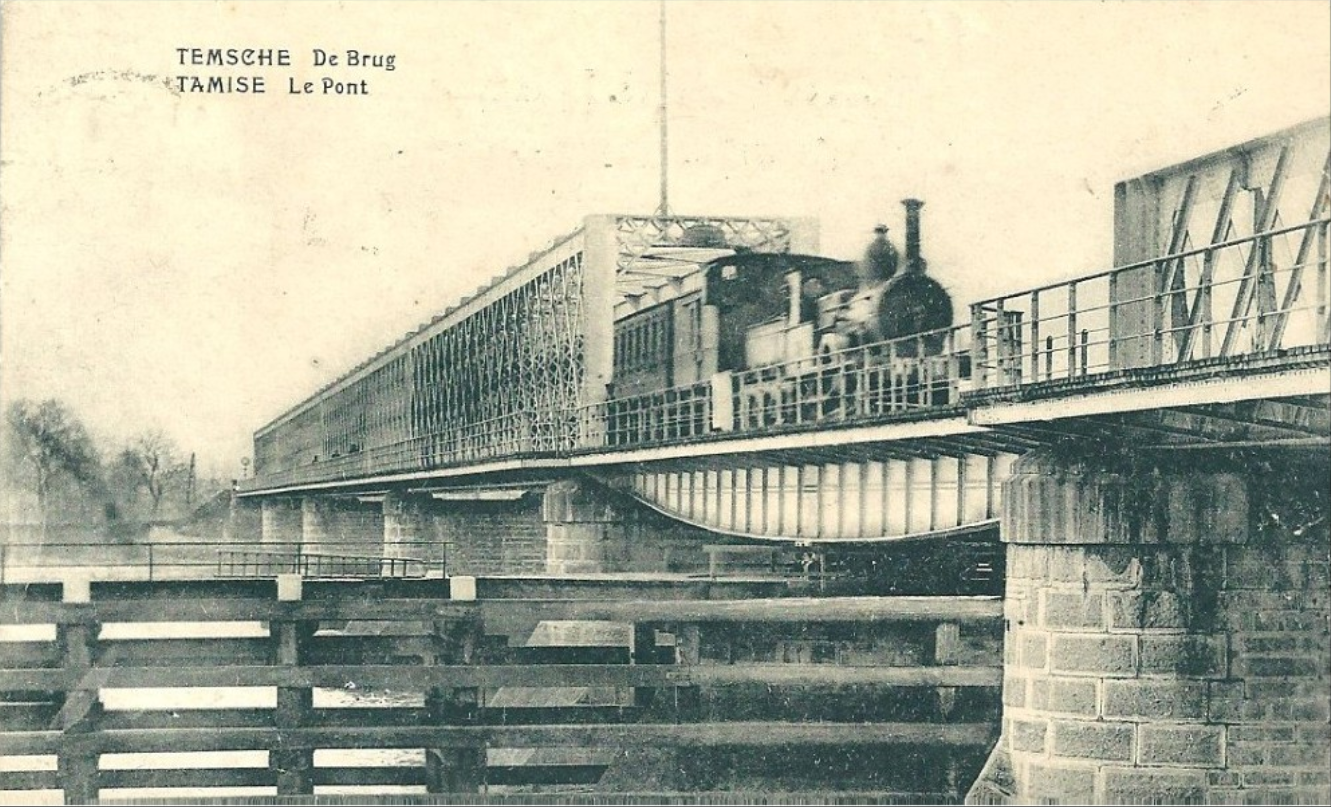
Brug van Gustave Eiffel. Het deel zonder opbouw is de draaibrug.

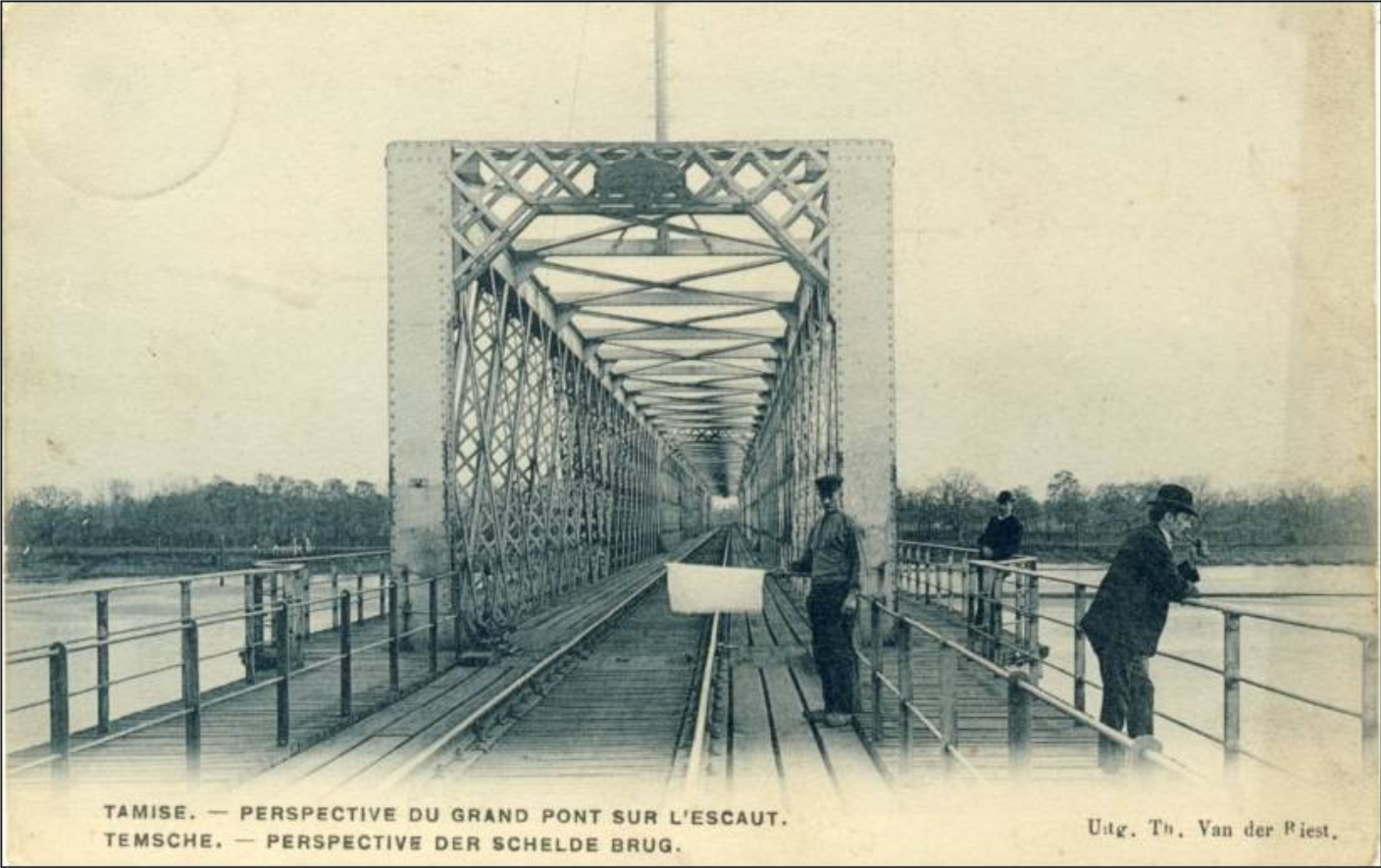
Ruimte voor voetgangers en smalle karren

## Geschiedenis
De oudste brug in Temse werd gebouwd in 1870 en was een spoorbrug met wat ruimte voor voetgangers en karren; tevoren waren er ter hoogte van Temse twee veren, reeds vanaf de 14e eeuw. Tot aan de bouw van de Temsebrug lag de eerste brug stroomopwaarts in Dendermonde, hemelsbreed ruim twaalf kilometer verder; anno 2020 is de afstand over het vaarwater 22,3 kilometer.

### Brug van Eiffel (1870-1940)
De eerste Scheldebrug in Temse werd ontworpen door de Franse ingenieur Gustave Eiffel. Deze 343 meter lange brug werd ingehuldigd op 30 november 1870. De brug bestond uit twee vaste aanbruggen met vakwerkopbouw, en een draaideel dat bij opening voor twee vaargeulen van 20 meter zorgde. Ze maakte deel uit van de spoorlijn 54 over de Schelde van Mechelen naar Terneuzen. Naast de spoorwegverbinding was de brug ook een tolbrug met een doorgang voor dieren en voetgangers. In 1872 werd 15 centiemen gevraagd voor paard of koe, 10 centiemen voor een ezel, 5 centiemen voor een persoon en 3 centiemen voor een geit of twee eenden. De brug werd later ook gebruikt door smalle paardenkarren en hondenkarren.
De brug leed ernstige schade tijdens de Eerste Wereldoorlog maar werd hersteld. Tijdens de Tweede Wereldoorlog werd de brug in 1940 door Franse en Belgische genietroepen om tactische redenen opgeblazen. Tot 1955 werd weer een veerpont ingericht.

### Oude brug
Aan de huidige "oude" brug werden de werken begonnen op 2 juni 1949. De brug werd in 1955 opgeleverd en is 365 meter lang. Ze was daarmee tot de bouw van de nieuwe brug de langste Belgische brug over water. Deze brug bood ruimte voor de spoorverbinding, een gewestweg met twee rijstroken en voet- en fietspaden. Tijdens de bouw van de brug viel een van de arbeiders in het water. Hij brak hierbij zijn nek en liet het leven. De brug werd ingehuldigd op 19 december 1955. Zoals bij meer bruggen uit de periode van de Koude Oorlog zijn er in enkele pijlers mijnkamers gemaakt, zodat de brug op te blazen was in geval van oorlog.
Het bewegend gedeelte van de brug overspande oorspronkelijk 30 meter, maar door de explosieve groei van Boelwerf in de jaren '50 was dat ontoereikend geworden. In 1963 werd een nieuw beweegbaar gedeelte geïnstalleerd met een overspanning van 50 meter, waardoor Boelwerf ook grotere schepen kon bouwen. In april 1994 werd het bewegend gedeelte van de brug vervangen.
De beslissing voor de ontdubbeling van de brug werd genomen door de Vlaamse Regering in mei 2005. Een symbolische eerste steen werd gelegd in oktober 2006; de werken startten echt in april 2007. Naast twee baanvakken is ook een fietspad en een brede wandelesplanade met houten planken aangelegd. De nieuwe brug (de Scheldebrug Temse-Bornem) heeft een kostprijs van 23,5 miljoen euro en is de langste brug over water van België.
Van april 2018 tot februari 2021 werd de brug volledig gerenoveerd, nadat een inspectie ernstige schade aan de stalen brugdekplaat van het beweegbare gedeelte aan het licht had gebracht. Van april tot juni 2018 werd de stalen brugdekplaat hersteld en voorzien van een nieuwe antisliplaag en belijning. Daarna werd de volledige brugstructuur gerenoveerd in drie fases: In de eerste fase, van mei tot november 2019, werd de metaalstructuur gezandstraald en geverfd. In een tweede fase, van februari tot juni 2020, werden het wegdek en de voetpaden vernieuwd. In de derde en laatste fase werd het fietspad vernieuwd. Tijdens de werken werd de brug meerdere keren afgesloten voor het verkeer waardoor alle verkeer in beide richtingen over de parallelle brug moest rijden, met grote verkeershinder tot gevolg. Het treinverkeer werd niet geïmpacteerd door de renovatiewerken.

### Parallelle brug
Tot 2009 diende al het verkeer ter hoogte van de brug van twee rijstroken in beide richtingen samengebracht te worden op de twee rijstroken van de brug. Dat knelpunt, gecombineerd met de passage van schepen waardoor de brug regelmatig geopend diende te worden, maakte dat er bij de brug veel files ontstonden. Op 29 mei 2009 werd naast de bestaande brug een tweede parallelle brug ingehuldigd, zodat alvast het verkeer ook op de brug over tweemaal twee rijstroken kan verlopen. De vaste delen van de tweede brug werden in vijf stukken geplaatst in augustus en september 2008.
De nieuwe brug dient voor het verkeer richting Bornem, de oude brug (de Scheldebrug Bornem-Temse) wordt exclusief voorbehouden voor het verkeer richting Temse, behalve tijdens herstel- of onderhoudswerk aan de nieuwe brug.
Het grootste gedeelte van beide bruggen ligt op het grondgebied van Bornem. De grens tussen de twee gemeenten ligt in het midden van de vaargeul, onder het ophaalbare gedeelte van de bruggen. Voor grotere binnenvaart, zoals met Europaschepen, moet de brug sporadisch geopend worden afhankelijk van het getijdepeil. Tot het faillissement van de Boelwerf in 1994 moest de brug ook bediend worden voor de daar gebouwde schepen.

## Techniek

Draaibrug

Rolbasculebrug

Dubbele basculebrug

De oorspronkelijke brug van Eiffel uit 1870 was een draaibrug die bij opening voor een doorvaart van twee keer 20 meter zorgde.
Het beweegbare brugdeel van de oude brug uit 1955 was een rolbasculebrug met een lengte van 30 meter. In 1963 werd dit vervangen door een rolbasculebrug van 50 meter. Bij de renovatie in 1994 is dit deel vernieuwd.
De brug van 2009 is een dubbele basculebrug met beweegbare brugdelen van samen 50 meter lengte en een totale lengte van 374 meter – negen meter langer dan de "oude" brug. Bij opening is het noordelijk deel het langste open: het gaat als eerste omhoog en als laatste omlaag.

## Doorvaart
De oude en de nieuwe brug liggen op tien meter van elkaar. De doorgang voor de scheepvaart is voor beide bruggen even breed, de hoogte verschilt minimaal. De maximum vaarsnelheid is 14 kilometer per uur. De vaarweg ter plaatse is geschikt voor schepen van CEMT-klasse VIb; de grootst toegestane combinaties zijn dus duwstellen van 195 meter lang, met 2×2 duwbakken.
De vrije hoogte van het brugcomplex is 5,11 meter en de vaargeul ter plaatse is 45 meter breed. Aangezien Temse zich aan een tijgebonden sectie van de Schelde bevindt met een dubbeldaags getij, schommelt de doorvaarthoogte van de gesloten brug tweemaal per dag gemiddeld tussen 11,14 meter bij TAW (referentiepeil van gemiddelde laagwaterstand in Oostende) en 5,94 meter bij gemiddeld hoogwaterpeil. Door verschillende factoren zoals weersomstandigheden, seizoen en springtij kan het verschil tussen deze uitersten echter nog groter zijn. Bij geopende brug zijn er geen hoogtebeperkingen.

## Benamingen
Er zijn verschillende benamingen in gebruik voor het bruggencomplex bij Temse. Scheldebrug en Temsebrug worden beide gebruikt, ook in overheidsstukken, waarbij soms kant Bornem wordt toegevoegd voor de oude verkeersbrug. De Vlaamse Waterweg beschouwt het complex als drie aparte bruggen en noemt ze stroomafwaarts (van west naar oost):
- Scheldebrug Temse-Bornem, de nieuwe verkeersbrug
- Scheldebrug Bornem-Temse, de oude verkeersbrug
- Spoorbrug Temse, de spoorbrug.

Westerscheldetunnel (weg) · Antigoontunnel (spoor) · Liefkenshoektunnel (weg) · Oosterweeltunnel (Lange Wapperbrug†) (weg/fiets) · Waaslandtunnel (weg) · Brabotunnel (premetro) · Sint-Annatunnel (voet/fiets) · Kennedytunnel (weg/fiets/spoor) · Scheldebrug (Antwerpen) (fiets/voet) · Temsebrug (weg + spoor) · Vlassenbroekbrug (weg) · Dendermondebrug (weg + spoor) · Schoonaardebrug (weg) · Uitbergenbrug (weg) · Scheldefietsbrug (Wetteren) · Wetterenbrug (weg) · Mellebrug (weg)